# Кумзеро
Ку́мзеро — село в Харовском районе Вологодской области на берегу озера Кумзеро. Центр бывшего Кумзерского сельского поселения. Один из объектов экотуризма в Вологодской области. Расположено в 49 км от районного центра Харовска.
По переписи 2002 года население — 215 человек (96 мужчин, 119 женщин). Всё население — русские.

## История
В средние века Кумзеро входило в Кубено-Заозерский край (Заозерье). В XIII веке являлся частью Северо-Восточной Руси и был связан с Ростовским, Белозерским и Ярославским княжествами. В 1462 году территория, включавшая в себя Вологду с окрестностями и Заозерье были завещаны младшему брату Ивана III Андрею Меньшому. В 1481 году из его удельных земель был образован Вологодский уезд.
В середине XVII века Кумзерская волость состояла из трёх станков - Долгого, Шапшинского и Азлинского.
В XVII веке в селе была построена деревянная церковь Спаса на Долу с колокольней. К XVIII веку в кумзерском приходе было три деревянных храма.
С 1780 года - в составе Вельского уезда Вологодского наместничества. После образования в 1796 году Вологодской губернии Кумзерская волость вошла в состав Кадниковского уезда.
В 1802 году было завершено строительство каменной зимней Богоявленской церкви. В 1856 году была построена летняя каменная церковь Флора и Лавра. Её строительство продолжалось с 1816 года - сорок лет.
С 1929 года Кумзеро вошло в состав образованного в составе Харовского района Вологодского округа Северного края. В 1937 году - в составе Вологодской области.
В 1934 году обе церкви закрыли. В 1935 году было разрушено здание зимней церкви. Здание летней церкви оборудовали под зерносушилку. Вплоть до восстановления здание в течение нескольких десятилетий пустовало.
1 января 2006 года на базе Кумзерского сельсовета было образовано Кумзерское сельское поселение.
До 2008 года в Кумзеро работала средняя школа, бывшая самым убыточным учебным заведением Харовского района: средняя наполняемость класса составляла 2,4 человека, стоимость обучения 1 ученика в 5 раз превышала среднюю по району. Впоследствии школа преобразована в Кумзерскую начальную школу-детский сад. Ныне ближайшая средняя школа находится в селе Шапша.
В 2012 году началось восстановление церкви Фрола и Лавра.
В 2015 году Кумзерское сельское поселение было присоединено к Шапшинскому, Кумзеро перестало быть административным центром.

## Население
В начале XX века Кумзерская волость состояла из 53 деревень, в которых проживало 5100 человек. На погосте Флора и Лавра (Кумзеро) жило всего 16 человек, здесь же было расположено волостное правление, фельдшерский пункт, церковно – приходская школа, земское училище №1.
Ныне село имеет более 150 дворов и слилось с двумя соседними деревнями — Гришино и Максимовская. По некоторым данным, по состоянию на 1990 год в деревне проживало около 1500 человек. В течение 1990-х годов численность населения уменьшилась в два-три раза.

## Экономика
До революции в Кумзере проходило по три ярмарки в год. 7 декабря начиналась Екатерининская, 19 января – Крещенская (обе шли по 6-7 дней), с 18 марта – Кононовская (продолжалась до 2 недель). Оборот последней составлял 100 тысяч рублей, что её равняло с ярмарками, проходившими в уездных городах губернии.
В начале XX века Кумзерская волость славилась своими плотниками, промышлявшими отхожим промыслом: они считались одними из лучших в Кадниковском уезде.
В советское время в селе был построен овцеводческий комплекс, но практически, на полную мощность не дейтствовал. В годы перестройки он был разрушен, в 2007 году на его месте построена молочная ферма.
В советское время было развито молочное скотоводство — до 1000 голов крупного рогатого скота (коров).
Также было развито льноводство. Выращивались зерновые, но урожайность была низкая (8-10 ц/га).

## Транспорт и связь
- До Кумзера во все дни недели, кроме четверга, из Харовска ездит рейсовый автобус[16]. Расстояние 50 км.
- Ближайшая железнодорожная станция — «Харовская» в городе Харовск.
- Дороги с твёрдым покрытием до села не доходят, 25 км.
- В деревне работает сотовая связь МТС и Мегафон.

## Особенности использования названия
По правилам русского языка название Кумзеро склоняется по падежам с изменением окончания, местные жители при склонении название изменяют (напр., в Кумзеро, о Кумзере, из Кумзера).

## Интересные факты
От топонима «Кумзеро» произошла русская фамилия Кумзёров. Наиболее известный её носитель — бывший начальник Департамента природных ресурсов и охраны окружающей среды Вологодской области Валерий Кумзёров.
Село Кумзеро расположено на берегу красивейшего озера с одноименным названием. Озеро состоит из двух частей, общей протяженностью около 14 километров, но ширина его не большая — не превышает километра.